# Galtzagorriak
Galtzagorriak (rode-broeken) zijn een soort iratxoak (imps) uit de Baskische mythologie.
Volgens een legende werd een boer die minder hard wilde werken geadviseerd om naar een bepaalde winkel in Bayonne te gaan. Hier moest hij een doos met galtzagorriak kopen. De boer deed dit en ging terug naar zijn boerderij. Hij opende de kleine doos en er sprongen imps uit de doos en ze begonnen meteen allemaal te vragen wat ze moesten doen. De boer zette alle imps meteen aan het werk, ze moesten het hek repareren, het land bewerken, de koeien melken, etc. Na enkele minuten was al het werk gedaan en de imps vroegen wat ze moesten doen. De boer liet de imps nog meer klussen klaren en dit was opnieuw heel snel klaar. De galtzagorriak vroegen meteen weer wat ze moesten doen. De boer was erg tevreden en zei dat de imps niks hoefden te doen. De gefrustreerde imps zorgden ervoor dat alle taken die ze hadden uitgevoerd ongedaan werden gemaakt. De boer kreeg de imps met moeite weer in het doosje en besloot om voortaan al het werk weer zelf te doen.